# China-Southern-Airlines-Flug 3456
Auf dem China-Southern-Airlines-Flug 3456 verunglückte am 8. Mai 1997 eine Boeing 737-31B der China Southern Airlines (Luftfahrzeugkennzeichen B-2925), mit der ein Flug von Chongqing nach Shenzhen durchgeführt wurde. Bei dem Unfall wurden 35 Personen an Bord der Maschine getötet, es gab zudem neun Verletzte.

## Flugzeug
Bei der betroffenen Maschine handelte es sich um eine Boeing 737-31B, die im Werk von Boeing in Renton im Bundesstaat Washington endmontiert wurde und am 28. Januar 1994 ihren Erstflug absolvierte. Das Flugzeug trug die Werksnummer 27288, es handelte sich um die 2577. Boeing 737 aus laufender Produktion. Die Maschine wurde am 25. Februar 1994 fabrikneu an die China Southern Airlines ausgeliefert. Das zweistrahlige Schmalrumpfflugzeug war mit zwei Turbofantriebwerken des Typs CFMI CFM56-3C1 ausgestattet.

## Passagiere und Besatzung
Es befanden sich 65 Personen an Bord der Maschine, denen eine neunköpfige Besatzung zugeteilt war. Flugkapitän war der 45-jährige Lin Yougui (chinesisch: 林友贵), der mehr als 12.700 Flugstunden absolviert hatte, darunter 9.100 Stunden als Bordfunker und 3.600 Stunden als Pilot. Der Erste Offizier war der 36-jährige Kong Dexin (孔德 新), der insgesamt mehr als 15.500 Flugstunden absolviert hatte, davon 11.200 Stunden als Flugingenieur und 4.300 Stunden als Pilot.

## Wetter
Das vom Flughafen Shenzhen zwischen dem 8. Mai um 17:00 Uhr und dem 9. Mai um 02:00 Uhr gemeldete Wetter war: "170 Grad Wind mit 7 Metern pro Sekunde (14 kn; 25 km / h) mit Regen, Sichtweiten von 20.000 Fuß (ca. 6.000 Meter), Wolkendecke in Höhe von 4.900 Fuß (ca. 1.500 Meter), wechselnde Winde bei 15 Metern pro Sekunde (29 kn; 54 km / h), Gewitter können auftreten. "
Am 8. Mai um 18:00 Uhr wurde eine Unwetterwarnung ausgegeben: "Bericht an Flughäfen, Flugsicherungen und Fluggesellschaften: Gewitter mit starkem Wind werden auftreten, alle Abteilungen einschließlich der abhebenden Besatzung sollten benachrichtigt werden." Um 21:33 Uhr wurde das folgende Wetter gemeldet: Wind aus 290 Grad mit 7 Metern pro Sekunde (14 kn; 25 km/h), Sichtweiten von 6.600 Fuß (ca. 2.000 Meter), Schauer, tiefe Wolken in Höhe von 690 Fuß (ca. 210 Meter), Cumulonimbus in einer Höhe von 3.900 Fuß (ca. 1.200 Meter) bei Temperaturen von 23 °C.

## Unfallhergang
Am 8. Mai 1997 startete die Maschine um 19:45 Uhr Ortszeit (UTC+8) vom internationalen Flughafen Chongqing-Jiangbei und sollte voraussichtlich um 21:30 Uhr am Flughafen Shenzhen-Huangtian eintreffen. Um 21:07 Uhr wies die Flugsicherung des Flughafens Shenzhen der Maschine die Landebahn 33 zu. Um 21:17 Uhr informierte der Tower die Besatzung über Starkregen im Endanflug. Um 21:18:07 Uhr erklärte die Besatzung, sich für einen ILS-Anflug entschieden zu haben. Um 21:18:53 Uhr teilte die Besatzung der Flugsicherung mit, dass sie die Anflugbefeuerung gesichtet habe, und der Fluglotse erteilte die Landeerlaubnis.
Um 21:19:33 Uhr setzte die Maschine hart im südlichen Teil der Landebahn auf und prallte dreimal ab, wobei das Bugfahrwerk, die Hydrauliksysteme und die Auftriebshilfen der Maschine beschädigt wurden. Die Besatzung entschied sich dafür, durchzustarten. Die Maschine stieg wieder auf 1.200 Meter Höhe und drehte nach links ab. Die Besatzung wurde gebeten, den Transponder einzuschalten, um der Flugsicherung ihre Position anzuzeigen, aber das sekundäre Überwachungsradar empfing kein Signal vom Flugzeug, was darauf hinwies, dass der Transponder ausgeschaltet oder defekt war. Um 21:23:40 Uhr erklärte die Besatzung Luftnotlage. Zu diesem Zeitpunkt aktivierten sich die Hauptwarnmeldung, die Warnmeldung für das Hydrauliksystem und die Warnmeldung für das Fahrwerk im Cockpit alle gleichzeitig. Die Piloten meldeten, dass sie in Richtung Süden auf der Landebahn landen wollten, was genehmigt wurde. Um 21:28:30 Uhr überrollte die Maschine das Landebahnende, zerbrach in drei Teile und geriet in Brand, wobei 33 Passagiere und 2 Besatzungsmitglieder getötet wurden.

## Unfalluntersuchung
Am südlichen Ende der Landebahn wurden verstreute Trümmer des Bugfahrwerks gefunden, was darauf schließen ließ, dass der linke Vorderreifen beim ersten Aufsetzen geplatzt war, zumal der erste Landeversuch in nördlicher Richtung durchgeführt wurde. Auf der Landebahnoberfläche befanden sich in diesem Bereich ferner Nieten, Metallbleche, Gummischläuche und Halteklammern.
Der zweite Landeversuch wurde in südlicher Richtung durchgeführt. Ein klarer Oberflächenkratzer vom Rumpf wurde 427 Meter von der Pistenschwelle entfernt entdeckt. Das Flugzeug brach auseinander, nachdem es das Landebahnende um ungefähr 600 Meter überrollt hatte, und ging in Flammen auf. Der mittlere Rumpfteil und die Hinterkante der rechten Tragfläche waren vom Feuer am stärksten in Mitleidenschaft gezogen worden. Große Mengen von Schlamm waren in das deformierte Cockpit eingedrungen. Der hintere Teil des Rumpfes war relativ intakt und als einzige Sektion nicht völlig zerstört worden. Das linke Hauptfahrwerk und das rechte Triebwerk lagen auf der linken Seite der Landebahn verstreut.